# Cobalt (màu)
 #0047AB 
Màu lam cobalt là một màu xanh lam chưa bão hòa, tạo cảm giác lạnh, các chất liệu có màu như thế này chủ yếu tìm thấy trong các muối của cobalt. Màu xanh nhìn thấy trên phần lớn các loại kính, thủy tinh là màu cobalt.
Lam cobalt cũng là tên gọi của một bột màu lam được làm ra bằng cách thiêu kết cobalt(II) oxide với nhôm oxide (alumina) ở 1.200 °C. Về mặt hóa học, bột màu lam cobalt là cobalt(II) oxide - nhôm oxide, hay cobalt(II) aluminat, CoAl2O4. Màu lam cobalt là nhạt và ít chói hơn so với bột màu gốc sắt-cyanide là xanh Phổ. Màu này rất ổn định và theo dòng lịch sử đã được sử dụng làm tác nhân tạo màu trong nghề gốm (đặc biệt là trong đồ sứ Trung Hoa), nghề kim hoàn và trong sơn. Thủy tinh trong suốt được nhuộm màu bằng bột màu cobalt gốc silica là bột màu thủy tinh xanh.

## Lịch sử sử dụng và sản xuất
Bột màu lam cobalt ở dạng không tinh khiết đã được sử dụng từ lâu trong đồ sứ Trung Quốc. Ghi chép đầu tiên về việc sử dụng cobalt blue (lam cobalt) như là một tên gọi màu trong tiếng Anh là vào năm 1777. Nó được Louis Jacques Thénard phát hiện một cách độc lập như một chất màu nguyên chất dựa trên alumina vào năm 1802. Sản xuất thương mại ở Pháp bắt đầu năm 1807. Nhà sản xuất bột màu lam cobalt hàng đầu thế giới trong thế kỷ 19 là Công ty Na Uy Blaafarveværket (xưởng bột màu lam) của Jacob Benjamin Wegner thời Đan Mạch–Na Uy). Đức cũng nổi tiếng về sản xuất bột màu lam cobalt, đặc biệt là các xưởng bột màu lam cobalt (Blaufarbenwerke) trong dãy núi Quặng ở Saxony.

## Trong văn hóa

### Nghệ thuật
Bột màu lam cobalt là chất màu lam chính được sử dụng nhiều thế kỷ trong đồ sứ hoa lam Trung Hoa, bắt đầu từ cuối thế kỷ VII hay đầu thế kỷ IX.
Họa sĩ màu nước John Varley (1778-1842) gợi ý rằng lam cobalt là thay thế tốt cho màu lam sẫm để vẽ màu bầu trời, khi viết trong "J Varley's List of Colours (Danh sách các màu của J Varley) năm 1818: "Được sử dụng thay thế cho màu lam sẫm vì độ sáng của màu, và vượt trội hơn khi được sử dụng vẽ màu bầu trời và các đồ vật khác đòi hỏi sắc nhạt đều; thỉnh thoảng được sử dụng để lấy lại độ sáng của các sắc nhạt này khi chúng quá đậm và cho các sắc nhạt trên vải, v.v. Nhờ độ sáng và độ tương phản vượt trội của mình, nó có thể làm giảm độ sáng của các màu xanh lam khác."
Màu lam cobalt được sử dụng trong hội họa kể từ khi Thénard phát hiện ra nó, với các họa sĩ như J. M. W. Turner, các họa sĩ theo trường phái ấn tượng như Pierre-Auguste Renoir và Claude Monet cũng như các họa sĩ trường phái hậu ấn tượng như Vincent van Gogh. Nó ổn định và khó bay màu cũng như tương thích với các chất màu khác. Maxfield Parrish, nổi tiếng một phần vì các bức vẽ cảnh bầu trời của ông bằng việc sử dụng màu lam cobalt, và kết quả là màu lam cobalt đôi khi được gọi là lam Parrish.

### Thể thao
Hai đội bóng của Major League Soccer có màu lam cobalt là màu thứ hai: Real Salt Lake từ khi thành lập, và Sporting Kansas City trong trang phục thi đấu sân nhà kể từ mùa giải năm 2008.

### Video game
Màu logo chính thức của Sega là lam cobalt. Nhím Sonic, con vật lấy khước hiện tại của Sega, cũng được tô màu lam cobalt.

### Kỳ học
Một vài quốc gia như Hà Lan và România, và tiểu bang Hoa Kỳ Nevada, có màu lam cobalt như là một trong ba sắc đậm trên cờ.

## Sản xuất, xây dựng

### Ô tô
Một vài nhà sản xuất xe ô tô như Jeep và Bugatti có màu lam cobalt nhu là các tùy chọn sơn.

### Xây dựng
Do độ ổn định hóa học của lam cobalt trong môi trường kiềm, nên nó được sử dụng làm chất màu trong bê tông xanh.

## Độc tính
Bột màu lam cobalt có độc khi nuốt hay hít phải. Các thợ gốm không thực hiện các biện pháp phòng ngừa đầy đủ khi sử dụng bột màu lam cobalt có thể bị ngộ độc cobalt.

## Thư viện ảnh

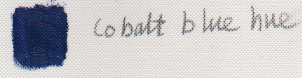
Một ví dụ về tướng màu lam cobalt (không phải lam cobalt thuần khiết).
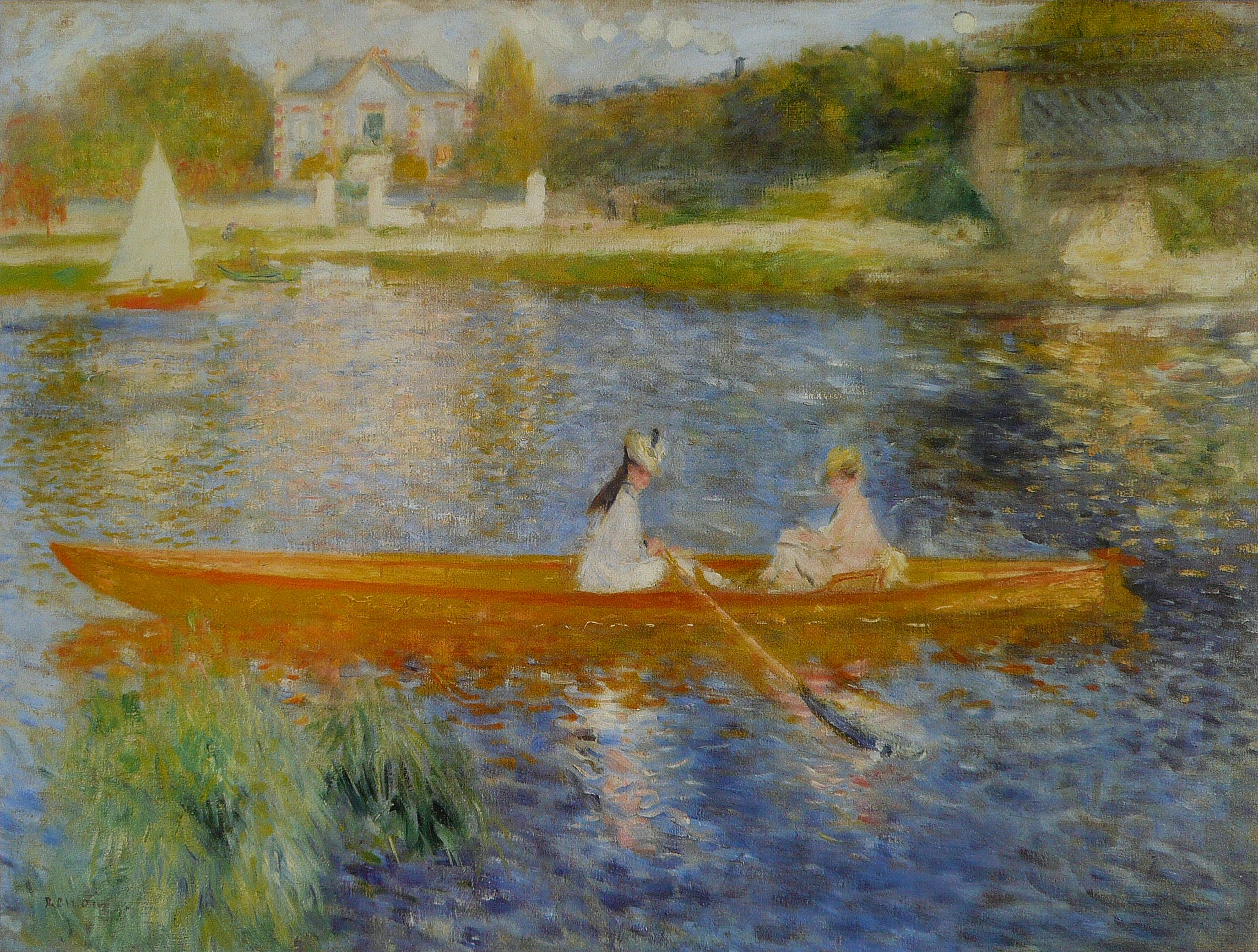
Pierre-Auguste Renoir, Chèo thuyền trên sông Seine (La Yole), khoảng 1879.